# (200332) 2000 GT135
(200332) 2000 GT135 es un asteroide perteneciente al cinturón de asteroides descubierto el 8 de abril de 2000 por el equipo del Lincoln Near-Earth Asteroid Research desde el Laboratorio Lincoln, Socorro, Nuevo México, Estados Unidos.

## Designación y nombre
Designado provisionalmente como 2000 GT135.

## Características orbitales
2000 GT135 está situado a una distancia media del Sol de 3,095 ua, pudiendo alejarse hasta 3,967 ua y acercarse hasta 2,224 ua. Su excentricidad es 0,281 y la inclinación orbital 17,19 grados. Emplea 1989,75 días en completar una órbita alrededor del Sol.

## Características físicas
La magnitud absoluta de 2000 GT135 es 15,2. 